# Englburg
Die Englburg liegt im Markt Tittling im Bayerischen Wald, etwa 25 Kilometer nördlich von Passau. Sie ist eine der drei Burgen, die dem Dreiburgenland seinen Namen geben. Die Anlage wird als Bodendenkmal unter der Aktennummer D-2-7246-0058 im Bayernatlas als „untertägige spätmittelalterliche und frühneuzeitliche Befunde im Bereich der Burg und des späteren Schlosses Englburg“ geführt. Ebenso ist die Anlage ein denkmalgeschütztes Baudenkmal mit der Aktennummer D-2-75-152-9.

## Geographische Lage
Das Schloss liegt weithin sichtbar auf einem Bergrücken. Rund ums Schloss gibt es zahlreiche Wanderwege unter anderem zum Dreiburgensee. Im Frühjahr 2006 wurde der Donau-Ilz-Radweg von Hengersberg nach Kalteneck eröffnet, der unterhalb der Englburg vorbeiführt.

## Geschichte

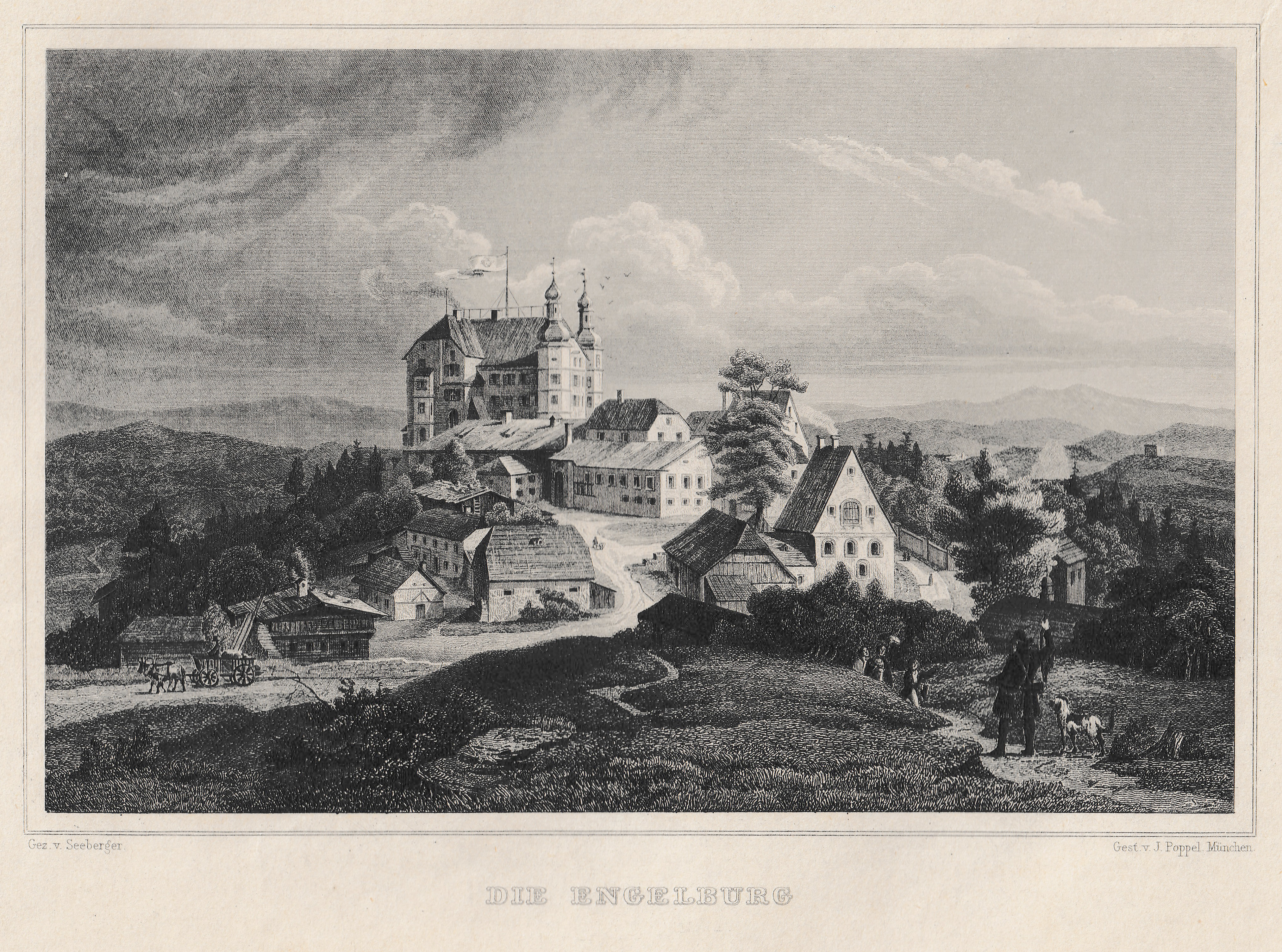
Die Englburg im 19. Jh.

Erbauer der Höhenburg waren die Edlen von Hals im 11. Jahrhundert.
1323 erhielten die Grafen von Schwarzenstein die Englburg als Lehen der Halser übertragen. Siehe auch: Hofmark Englburg.
1330 wurde die Englburg von Herzog Heinrich dem Natternberger zerstört. Wilhelm von Schwarzenstein baute die Burg wieder auf.
1394 zerstörten die Bürger von Passau die Burg, die in der Fehde gegen ihren Bischof sämtliche Befestigungen im Umkreis der Stadt niederrissen. Beim Wiederaufbau erhielt die Burg im Wesentlichen die Anlage, wie sie heute noch besteht: eine typische Höhenburg mit unregelmäßigem Grundriss, einem erhöht liegenden Hauptbau und einer Vorburg.
Die älteste Ansicht von Schloss Englburg findet sich in den Landtafeln Apians von 1566.
1597 ließ Hans Wolf von Schwarzenstein die Georgskapelle renovieren.
1599 erlosch das Geschlecht der Schwarzensteiner im Mannesstamme durch Heirat von Marie Elisabeth von Schwarzenstein mit Ritter Burkhard von Taufkirchen gelangte die Burg in den Besitz der Grafen von Taufkirchen, die bis 1857 auf der Englburg residierten.
1634 zerstörten die Schweden im Dreißigjährigen Krieg die Burg. Wolf Christoph von Taufkirchen ließ sie bald darauf wieder aufbauen.
Zwischen 1620 und 1650, vielleicht nach den Schwedeneinfällen, wurden die beiden achteckigen Ecktürme des Hochschlosses errichtet. 1742 verwüsteten die Panduren das Schloss.
1774 erbaute der Passauer Hofmaurermeister Anton Gärtler das ursprünglich von einem prachtvollen Fresko bekrönte Treppenhaus, gleichzeitig entstand der langgestreckte Dienerschaftsflügel.
1770 wurde im Südflügel des Hochschlosses ein neues Stiegenhaus eingebaut.
1857 verkaufte der letzte Graf von Taufkirchen, Max Josef Friedrich, Oberst in türkischen Diensten, die Englburg, die dem Verfall nahe war, an den Gutsbesitzer und Landrat Max Niedermayer, der sie wiederherstellte.
1874 brannte die gesamte Burg in einer stürmischen Winternacht bis auf die Umfassungsmauern aus.
1875 wurde das Schloss unter dem Baumeister Stadler aus Tittling im alten Stile wiederhergestellt und auf dem Hochschloß der Aussichtsturm errichtet.
1929 erwarb die Ostbayerische Provinz der Englischen Fräulein (Sitz in Passau-Niedernburg) die Englburg als Erholungsheim.
Im Zweiten Weltkrieg wurde die Englburg Lazarett, bei dem die Englischen Fräulein die Pflege der Verwundeten übernahmen.
Nach Kriegsende bis 1950 war die Burg Lungensanatorium des Roten Kreuzes.
1950 erfolgte eine gründliche Instandsetzung vor Wiederaufnahme des Pensionsbetriebes, welcher dann im Jahre 2004 endgültig eingestellt wurde.
Am 21. August 1954 unterzeichnete Bundespräsident Theodor Heuss auf der Englburg das Beitrittsgesetz der Bundesrepublik Deutschland zu den Genfer Rotkreuz-Abkommen.
Seit 2011 erfolgt eine gründliche Renovierung der Englburg, sie beherbergt Wohnungen, Büros und Gewerbeflächen. Die Burg ist für Besichtigungen nicht zugänglich.
Besitzer der Englburg:
Die Edlen von Hals
Die Englburg entstand als eine der Grenzfesten der Grafen von Hals und zur Sicherung des Goldenen Steigs nach Böhmen, vielleicht im 11. Jahrhundert.
| Zeitraum    | Name                               | Anmerkungen                                                     |
| ----------- | ---------------------------------- | --------------------------------------------------------------- |
| 1329 – 1360 | Wilhelm von Schwarzenstein         |                                                                 |
| 1360 – 1428 | Andreas I. von Schwarzenstein      | Mitbesitz durch Ritter Wilhelm von Puchberg (1397 bis vor 1468) |
| 1468 – 1533 | Siegmund von Schwarzenstein        |                                                                 |
| 1533 – 1560 | Ortolf von Schwarzenstein          |                                                                 |
| 1593 – 1599 | Hans Wolf von Schwarzenstein       | Letzter männliche Nachkomme der Schwarzensteiner                |
| 1599 – 1617 | Maria Elisabeth von Schwarzenstein | Schwester von Hans Wolf von Schwarzenstein                      |

| Zeitraum    | Name                                               | Anmerkungen                                         |
| ----------- | -------------------------------------------------- | --------------------------------------------------- |
| 1617 – ?    | Burkhard von Taufkirchen zu Guttenberg und Klebing | Durch Heirat mit Maria Elisabeth von Schwarzenstein |
| ? – 1670    | Wolf Christoph von Taufkirchen                     |                                                     |
| 1670 – 1698 | Hans Wolf von Taufkirchen                          |                                                     |
| 1698 – 1736 | Max Joseph von Taufkirchen                         |                                                     |
| 1736 – 1798 | Max Emanuel Joseph I. von Taufkirchen              |                                                     |
| 1798 – 1827 | Max Joseph Carl von Taufkirchen                    |                                                     |
| 1827 – 1858 | Max Joseph Emanuel II. von Taufkirchen             |                                                     |
| 1858 – 1857 | Max Joseph Friedrich von Taufkirchen               | Oberst in türkischen Diensten                       |

| Zeitraum    | Name                                                                              | Anmerkungen                                         |
| ----------- | --------------------------------------------------------------------------------- | --------------------------------------------------- |
| 1857 – 1896 | Max Niedermayer                                                                   | Gutsbesitzer aus Siegenburg; Kauf für 44.474 Gulden |
| 1896 – 1929 | August Niedermayer                                                                |                                                     |
| 1929 – 2004 | Ostbayerische Provinz des Instituts der Englischen Fräulein in Passau-Niedernburg | Kauf für 115.000 Goldmark                           |
| 2004 – 2010 | Josef Fischer                                                                     |                                                     |
| Seit 2010   | Manuela Haase und Günter Schneider                                                |                                                     |

## Heutige Nutzung
Bis Herbst 2005 wurde das Heim von den Englischen Fräulein geführt. Sie mussten die Englburg jedoch wegen Nachwuchsmangel verkaufen. Das Schloss hatte im Oktober 2006 neue Eigentümer gefunden, die eine Pension und einen Gastronomiebetrieb einrichten wollte. Ende des Jahres 2010 wurde die Englburg verkauft und wird derzeit saniert.

## Baubeschreibung

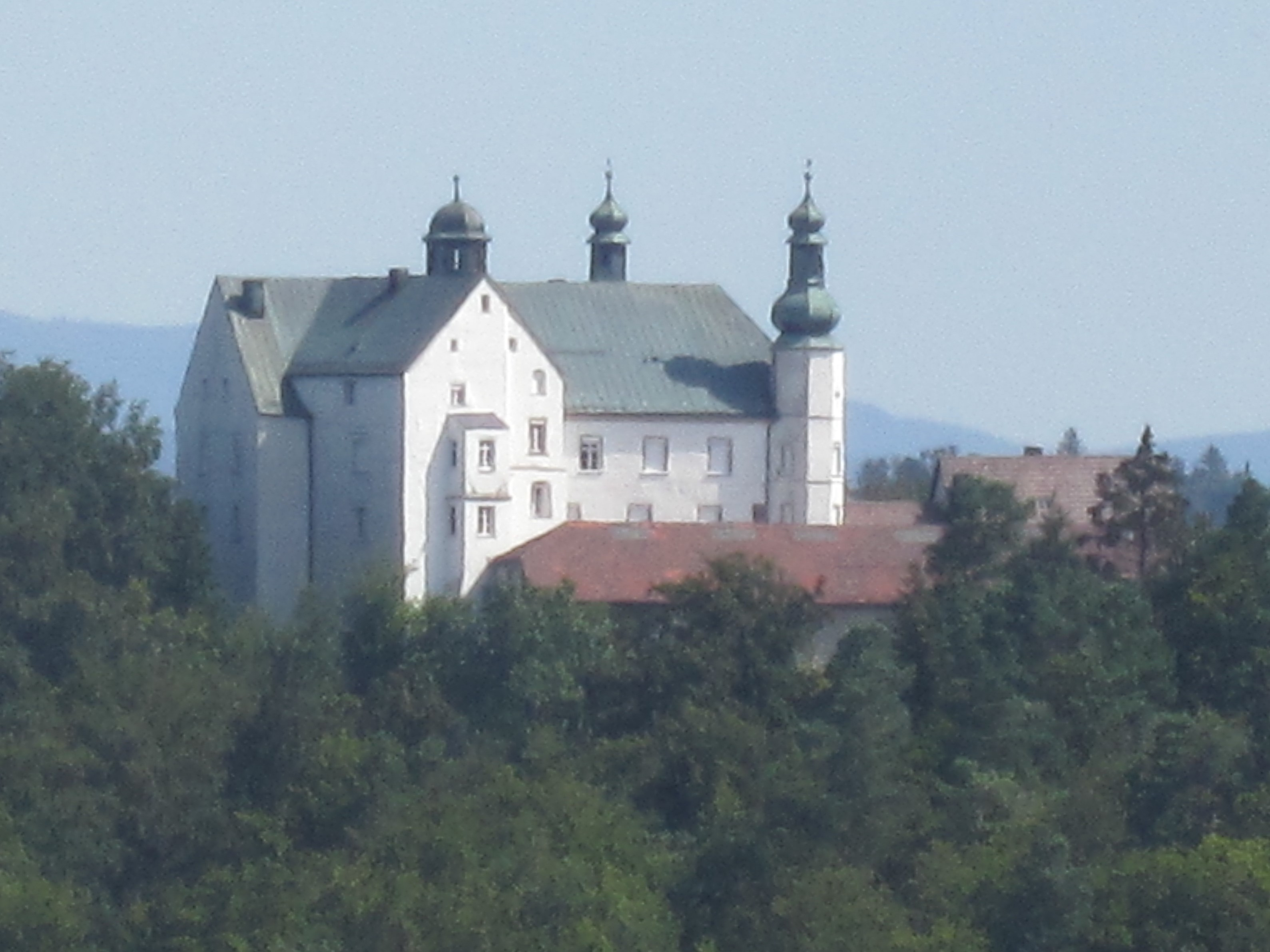
Blick auf die Englburg von Schloss Fürstenstein aus

Das Bauwerk gliedert sich in das Hochschloss, einen Ostbau (ehemaliges Brunnenhaus) sowie einen Südbau und das Patrimonialgerichtsgebäude im Norden. Die beiden Zwiebelürme mit aufgesetzter Laterne sowie dem Hochschloss aufsitzendem Dachreiter geben ihm sein charakteristisches Äußeres. Im Norden steht noch ein Rundturm der mittelalterlichen Befestigungsanlage.
Im Obergeschoss des Hochschlosses liegt die St. Georg geweihte Schlosskapelle aus dem 14. Jahrhundert. Sie besitzt einen Rokokoaltar. Ein nach dem Zweiten Weltkrieg gemaltes Fresko des Englburger Künstlers Wilhelm Niedermayer befindet sich an der Außenwand der Waldkapelle. Diese befindet sich auf einem Hügel nördlich des Schlosses.